# Липково
Ли́пково (мак. Липково) — село у Північній Македонії, входить до складу общини Липково Північно-Східного регіону. Адміністративний центр общини Липково.
Населення — 2644 особи (перепис 2002) в 551 господарстві.